# Mecze reprezentacji Polski w piłce siatkowej mężczyzn w Lidze Światowej

## Mecze Polski

### Liga Światowa 1998
| Nr | Przeciwnik | Miejsce   | Data       | Wynik (Polska-przeciwnik)              | Impreza                 | Raport |
| -- | ---------- | --------- | ---------- | -------------------------------------- | ----------------------- | ------ |
| 1  | Rosja      | Lipieck   | 15 maja    | 3:2 (11:15, 7:15, 17:16, 15:12, 15:11) | Faza interkontynentalna |        |
| 2  | Rosja      | Lipieck   | 16 maja    | 0:3 (5:15, 11:15, 12:15)               | Faza interkontynentalna |        |
| 3  | Brazylia   | Guarulhos | 22 maja    | 0:3 (6:15, 12:15, 6:15)                | Faza interkontynentalna |        |
| 4  | Brazylia   | Guarulhos | 24 maja    | 0:3 (8:15, 8:15, 14:16)                | Faza interkontynentalna |        |
| 5  | Jugosławia | Belgrad   | 29 maja    | 0:3 (4:15, 13:15, 13:15)               | Faza interkontynentalna |        |
| 6  | Jugosławia | Nowy Sad  | 30 maja    | 3:2 (15:9, 12:15, 15:8, 8:15, 16:14)   | Faza interkontynentalna |        |
| 7  | Brazylia   | Katowice  | 5 czerwca  | 1:3 (10:15, 8:15, 15:12, 13:15)        | Faza interkontynentalna |        |
| 8  | Brazylia   | Katowice  | 6 czerwca  | 0:3 (6:15, 8:15, 5:15)                 | Faza interkontynentalna |        |
| 9  | Rosja      | Gdańsk    | 12 czerwca | 0:3 (11:15, 7:15, 3:15)                | Faza interkontynentalna |        |
| 10 | Rosja      | Gdańsk    | 13 czerwca | 1:3 (15:7, 6:15, 5:15, 11:15)          | Faza interkontynentalna |        |
| 11 | Jugosławia | Katowice  | 19 czerwca | 3:2 (11:15, 11:15, 15:6, 15:12, 15:9)  | Faza interkontynentalna |        |
| 12 | Jugosławia | Katowice  | 20 czerwca | 1:3 (5:15, 15:6, 5:15, 11:15)          | Faza interkontynentalna |        |

### Liga Światowa 1999
| Nr | Przeciwnik | Miejsce  | Data       | Wynik (Polska-przeciwnik)               | Impreza                 | Raport |
| -- | ---------- | -------- | ---------- | --------------------------------------- | ----------------------- | ------ |
| 1  | Rosja      | Katowice | 28 maja    | 0:3 (22:25, 15:25, 16:25)               | Faza interkontynentalna |        |
| 2  | Rosja      | Katowice | 29 maja    | 1:3 (19:25, 25:22, 23:25, 19:25)        | Faza interkontynentalna |        |
| 3  | Rosja      | Moskwa   | 4 czerwca  | 0:3 (18:25, 26:28, 23:25)               | Faza interkontynentalna |        |
| 4  | Rosja      | Moskwa   | 5 czerwca  | 2:3 (25:23, 25:21, 19:25, 23:25, 8:15)  | Faza interkontynentalna |        |
| 5  | Włochy     | Katania  | 11 czerwca | 3:2 (29:27, 26:24, 14:25, 19:25, 15:13) | Faza interkontynentalna |        |
| 6  | Włochy     | Katania  | 13 czerwca | 1:3 (20:25, 19:25, 25:22, 18:25)        | Faza interkontynentalna |        |
| 7  | Australia  | Łódź     | 18 czerwca | 3:1 (28:30, 29:27, 25:23, 25:18)        | Faza interkontynentalna |        |
| 8  | Australia  | Łódź     | 19 czerwca | 3:0 (25:20, 25:15, 25:18)               | Faza interkontynentalna |        |
| 9  | Australia  | Adelaide | 25 czerwca | 3:0 (25:21, 25:23, 28:26)               | Faza interkontynentalna |        |
| 10 | Australia  | Adelaide | 26 czerwca | 3:1 (16:25, 25:17, 25:23, 25:18)        | Faza interkontynentalna |        |
| 11 | Włochy     | Gdańsk   | 2 lipca    | 2:3 (18:25, 31:29, 25:21, 17:25, 12:15) | Faza interkontynentalna |        |
| 12 | Włochy     | Gdańsk   | 3 lipca    | 0:3 (24:26, 21:25, 16:25)               | Faza interkontynentalna |        |

### Liga Światowa 2000
| Nr | Przeciwnik        | Miejsce   | Data       | Wynik (Polska-przeciwnik)               | Impreza                 | Raport |
| -- | ----------------- | --------- | ---------- | --------------------------------------- | ----------------------- | ------ |
| 1  | Hiszpania         | Murcja    | 26 maja    | 3:0 (25:19, 25:19, 25:19)               | Faza interkontynentalna |        |
| 2  | Hiszpania         | Granada   | 27 maja    | 3:0 (25:20, 25:21, 25:18)               | Faza interkontynentalna |        |
| 3  | Stany Zjednoczone | Katowice  | 2 czerwca  | 1:3 (25:19, 17:25, 16:25, 21:25)        | Faza interkontynentalna |        |
| 4  | Stany Zjednoczone | Katowice  | 3 czerwca  | 1:3 (27:25, 18:25, 20:25, 21:25)        | Faza interkontynentalna |        |
| 5  | Brazylia          | Łódź      | 9 czerwca  | 3:1 (25:23, 25:17, 20:25, 25:23)        | Faza interkontynentalna |        |
| 6  | Brazylia          | Łódź      | 10 czerwca | 0:3 (20:25, 15:25, 33:35)               | Faza interkontynentalna |        |
| 7  | Stany Zjednoczone | Spokane   | 16 czerwca | 2:3 (27:25, 19:25, 31:29, 22:25, 12:15) | Faza interkontynentalna |        |
| 8  | Stany Zjednoczone | Spokane   | 17 czerwca | 1:3 (19:25, 27:25, 23:25, 19:25)        | Faza interkontynentalna |        |
| 9  | Brazylia          | Joinville | 24 czerwca | 0:3 (25:27, 18:25, 17:25)               | Faza interkontynentalna |        |
| 10 | Brazylia          | Joinville | 25 czerwca | 1:3 (24:26, 22:25, 25:22, 22:25)        | Faza interkontynentalna |        |
| 11 | Hiszpania         | Poznań    | 30 czerwca | 3:2 (29:27, 25:16, 24:26, 22:25, 15:7)  | Faza interkontynentalna |        |
| 12 | Hiszpania         | Poznań    | 1 lipca    | 3:0 (25:22, 25:19, 25:19)               | Faza interkontynentalna |        |

### Liga Światowa 2001
| Nr | Przeciwnik | Miejsce      | Data       | Wynik (Polska-przeciwnik)               | Impreza                 | Raport |
| -- | ---------- | ------------ | ---------- | --------------------------------------- | ----------------------- | ------ |
| 1  | Grecja     | Warszawa     | 11 maja    | 3:0 (25:21, 25:22, 25:21)               | Faza interkontynentalna |        |
| 2  | Grecja     | Warszawa     | 12 maja    | 2:3 (25:23, 26:28, 22:25, 27:25, 15:17) | Faza interkontynentalna |        |
| 3  | Wenezuela  | Wrocław      | 18 maja    | 1:3 (19:25, 25:15, 24:26, 24:26)        | Faza interkontynentalna |        |
| 4  | Wenezuela  | Wrocław      | 19 maja    | 3:0 (25:20, 25:19, 25:22)               | Faza interkontynentalna |        |
| 5  | Rosja      | Łódź         | 25 maja    | 1:3 (33:31, 23:25, 21:25, 23:25)        | Faza interkontynentalna |        |
| 6  | Rosja      | Łódź         | 26 maja    | 0:3 (23:25, 22:25, 19:25)               | Faza interkontynentalna |        |
| 7  | Wenezuela  | Cabimas      | 1 czerwca  | 3:2 (25:20, 25:20, 22:25, 23:25, 15:12) | Faza interkontynentalna |        |
| 8  | Wenezuela  | Barquisimeto | 3 czerwca  | 3:2 (25:23, 25:20, 23:25, 30:32, 16:14) | Faza interkontynentalna |        |
| 9  | Grecja     | Saloniki     | 8 czerwca  | 3:0 (25:18, 25:19, 25:19)               | Faza interkontynentalna |        |
| 10 | Grecja     | Saloniki     | 9 czerwca  | 3:1 (25:21, 21:25, 25:22, 26:24)        | Faza interkontynentalna |        |
| 11 | Rosja      | Petersburg   | 15 czerwca | 0:3 (19:25, 14:25, 19:25)               | Faza interkontynentalna |        |
| 12 | Rosja      | Petersburg   | 16 czerwca | 3:2 (11:25, 25:20, 22:25, 25:23, 16:14) | Faza interkontynentalna |        |
| 13 | Brazylia   | Katowice     | 25 czerwca | 1:3 (26:24, 15:25, 26:28, 18:25)        | Faza finałowa           |        |
| 14 | Francja    | Katowice     | 26 czerwca | 3:2 (21:25, 25:22, 19:25, 26:24, 15:13) | Faza finałowa           |        |
| 15 | Jugosławia | Katowice     | 27 czerwca | 0:3 (22:25, 22:25, 17:25)               | Faza finałowa           |        |

### Liga Światowa 2002
| Nr | Przeciwnik | Miejsce        | Data        | Wynik (Polska-przeciwnik)               | Impreza                 | Raport |
| -- | ---------- | -------------- | ----------- | --------------------------------------- | ----------------------- | ------ |
| 1  | Portugalia | Guimaraes      | 29 czerwca  | 2:3 (25:21, 21:25, 30:28, 21:25, 11:15) | Faza interkontynentalna |        |
| 2  | Portugalia | Guimaraes      | 30 czerwca  | 3:2 (22:25, 23:25, 25:17, 25:22, 17:15) | Faza interkontynentalna |        |
| 3  | Argentyna  | San Juan       | 6 lipca     | 0:3 (22:25, 34:36, 19:25)               | Faza interkontynentalna |        |
| 4  | Argentyna  | San Juan       | 7 lipca     | 0:3 (23:25, 31:33, 21:25)               | Faza interkontynentalna |        |
| 5  | Brazylia   | Goiânia        | 12 lipca    | 3:0 (25:21, 25:22, 27:25)               | Faza interkontynentalna |        |
| 6  | Brazylia   | Goiânia        | 13 lipca    | 2:3 (28:30, 25:22, 25:21, 10:25, 9:15)  | Faza interkontynentalna |        |
| 7  | Argentyna  | Łódź           | 19 lipca    | 3:1 (23:25, 25:22, 25:20, 25:18)        | Faza interkontynentalna |        |
| 8  | Argentyna  | Łódź           | 20 lipca    | 3:0 (25:13, 27:25, 25:20)               | Faza interkontynentalna |        |
| 9  | Brazylia   | Katowice       | 26 lipca    | 3:2 (25:23, 20:25, 22:25, 25:23, 15:13) | Faza interkontynentalna |        |
| 10 | Brazylia   | Katowice       | 27 lipca    | 3:2 (25:22, 23:25, 27:25, 21:25, 15:12) | Faza interkontynentalna |        |
| 11 | Portugalia | Wrocław        | 2 sierpnia  | 3:1 (35:33, 25:15, 20:25, 25:23)        | Faza interkontynentalna |        |
| 12 | Portugalia | Wrocław        | 3 sierpnia  | 3:1 (26:28, 25:21, 25:20 25:22)         | Faza interkontynentalna |        |
| 13 | Jugosławia | Belo Horizonte | 13 sierpnia | 0:3 (20:25, 22:25, 13:25)               | Faza finałowa           |        |
| 14 | Włochy     | Belo Horizonte | 14 sierpnia | 1:3 (25:22, 19:25, 15:25, 15:25)        | Faza finałowa           |        |
| 15 | Francja    | Belo Horizonte | 15 sierpnia | 3:0 (28:26, 25:23, 25:18)               | Faza finałowa           |        |

### Liga Światowa 2003
| Nr | Przeciwnik | Miejsce      | Data       | Wynik (Polska-przeciwnik)               | Impreza                 | Raport |
| -- | ---------- | ------------ | ---------- | --------------------------------------- | ----------------------- | ------ |
| 1  | Hiszpania  | Walencja     | 24 maja    | 2:3 (27:25, 31:29, 24:26, 22:25, 14:16) | Faza interkontynentalna |        |
| 2  | Hiszpania  | Walencja     | 25 maja    | 2:3 (25:18, 25:27, 26:24, 23:25, 11:15) | Faza interkontynentalna |        |
| 3  | Wenezuela  | Barquisimeto | 31 maja    | 3:0 (25:17, 25:21, 25:18)               | Faza interkontynentalna |        |
| 4  | Wenezuela  | Barquisimeto | 1 czerwca  | 3:1 (26:24, 20:25, 25:19, 25:21)        | Faza interkontynentalna |        |
| 5  | Wenezuela  | Bydgoszcz    | 6 czerwca  | 0:3 (20:25, 22:25, 20:25)               | Faza interkontynentalna |        |
| 6  | Wenezuela  | Bydgoszcz    | 7 czerwca  | 3:0 (25:18, 25:13, 25:23)               | Faza interkontynentalna |        |
| 7  | Hiszpania  | Łódź         | 13 czerwca | 3:1 (25:22, 33:31, 15:25, 25:14)        | Faza interkontynentalna |        |
| 8  | Hiszpania  | Łódź         | 14 czerwca | 2:3 (22:25, 25:18, 22:25, 25:17, 11:15) | Faza interkontynentalna |        |
| 9  | Rosja      | Katowice     | 20 czerwca | 0:3 (19:25, 20:25, 20:25)               | Faza interkontynentalna |        |
| 10 | Rosja      | Katowice     | 21 czerwca | 3:1 (25:22, 31:33, 25:21, 25:17)        | Faza interkontynentalna |        |
| 11 | Rosja      | Moskwa       | 27 czerwca | 0:3 (15:25, 20:25, 14:25)               | Faza interkontynentalna |        |
| 12 | Rosja      | Moskwa       | 28 czerwca | 3:0 (25:23, 25:19, 31:29)               | Faza interkontynentalna |        |

### Liga Światowa 2004
| Nr | Przeciwnik | Miejsce   | Data       | Wynik (Polska-przeciwnik)               | Impreza                 | Raport |
| -- | ---------- | --------- | ---------- | --------------------------------------- | ----------------------- | ------ |
| 1  | Japonia    | Matsumoto | 5 czerwca  | 3:1 (22:25, 29:27, 25:16, 25:22)        | Faza interkontynentalna |        |
| 2  | Japonia    | Matsumoto | 6 czerwca  | 3:2 (25:21, 28:30, 34:32, 23:25, 15:7)  | Faza interkontynentalna |        |
| 3  | Bułgaria   | Bydgoszcz | 11 czerwca | 3:1 (25:22, 25:15, 21:25, 25:23)        | Faza interkontynentalna |        |
| 4  | Bułgaria   | Bydgoszcz | 12 czerwca | 1:3 (22:25, 25:22, 22:25, 20:25)        | Faza interkontynentalna |        |
| 5  | Japonia    | Katowice  | 18 czerwca | 3:0 (29:27, 25:19, 25:20)               | Faza interkontynentalna |        |
| 6  | Japonia    | Katowice  | 19 czerwca | 3:0 (25:13, 30:28, 25:21)               | Faza interkontynentalna |        |
| 7  | Francja    | Nantes    | 25 czerwca | 2:3 (22:25, 24:26, 25:22, 25:22, 15:17) | Faza interkontynentalna |        |
| 8  | Francja    | Nantes    | 26 czerwca | 3:2 (25:20, 23:25, 25:23, 18:25, 15:8)  | Faza interkontynentalna |        |
| 9  | Bułgaria   | Warna     | 2 lipca    | 0:3 (23:25, 20:25, 15:25)               | Faza interkontynentalna |        |
| 10 | Bułgaria   | Warna     | 3 lipca    | 0:3 (23:25, 15:25, 22:25)               | Faza interkontynentalna |        |
| 11 | Francja    | Katowice  | 9 lipca    | 1:3 (25:22, 25:27, 22:25, 25:27)        | Faza interkontynentalna |        |
| 12 | Francja    | Katowice  | 10 lipca   | 0:3 (17:25, 24:26, 20:25)               | Faza interkontynentalna |        |

### Liga Światowa 2005
| Nr | Przeciwnik          | Miejsce   | Data       | Wynik (Polska-przeciwnik)               | Impreza                 | Raport |
| -- | ------------------- | --------- | ---------- | --------------------------------------- | ----------------------- | ------ |
| 1  | Argentyna           | Bydgoszcz | 27 maja    | 3:1 (25:20, 23:25, 25:23, 25:23)        | Faza interkontynentalna |        |
| 2  | Argentyna           | Bydgoszcz | 28 maja    | 3:1 (19:25, 25:22, 25:21, 25:22)        | Faza interkontynentalna |        |
| 3  | Grecja              | Łódź      | 3 czerwca  | 3:2 (17:25, 25:23, 19:25, 25:20, 15:13) | Faza interkontynentalna |        |
| 4  | Grecja              | Łódź      | 4 czerwca  | 3:0 (26:24, 25:17, 27:25)               | Faza interkontynentalna |        |
| 5  | Serbia i Czarnogóra | Nowy Sad  | 11 czerwca | 2:3 (28:30, 25:16, 23:25, 25:22, 19:21) | Faza interkontynentalna |        |
| 6  | Serbia i Czarnogóra | Belgrad   | 12 czerwca | 3:1 (25:19, 25:22, 22:25, 26:24)        | Faza interkontynentalna |        |
| 7  | Grecja              | Pireus    | 17 czerwca | 3:2 (19:25, 25:21, 25:18, 18:25, 15:13) | Faza interkontynentalna |        |
| 8  | Grecja              | Pireus    | 19 czerwca | 1:3 (18:25, 25:17, 24:26, 16:25)        | Faza interkontynentalna |        |
| 9  | Serbia i Czarnogóra | Katowice  | 24 czerwca | 3:1 (20:25, 25:17, 25:23, 25:20)        | Faza interkontynentalna |        |
| 10 | Serbia i Czarnogóra | Katowice  | 25 czerwca | 2:3 (25:23, 25:23, 20:25, 21:25, 10:15) | Faza interkontynentalna |        |
| 11 | Argentyna           | Rosario   | 1 lipca    | 3:0 (25:21, 25:19, 25:20)               | Faza interkontynentalna |        |
| 12 | Argentyna           | Rosario   | 3 lipca    | 3:2 (25:23, 25:23, 21:25, 20:25, 15:10) | Faza interkontynentalna |        |
| 13 | Kuba                | Belgrad   | 8 lipca    | 3:2 (23:25, 26:24, 25:16, 22:25, 15:13) | Mecz o rozstawienie     |        |
| 14 | Serbia i Czarnogóra | Belgrad   | 9 lipca    | 2:3 (26:24, 25:19, 23:25, 20:25, 8:15)  | Półfinał                |        |
| 15 | Kuba                | Belgrad   | 10 lipca   | 2:3 (23:25, 25:22, 26:24, 18:25, 13:15) | Mecz o 3. miejsce       |        |

### Liga Światowa 2006
| Nr | Przeciwnik          | Miejsce        | Data        | Wynik (Polska-przeciwnik)               | Impreza                 | Raport |
| -- | ------------------- | -------------- | ----------- | --------------------------------------- | ----------------------- | ------ |
| 1  | Stany Zjednoczone   | Salt Lake City | 15 lipca    | 3:1 (22:25, 25:23, 25:23, 25:23)        | Faza interkontynentalna |        |
| 2  | Stany Zjednoczone   | Salt Lake City | 16 lipca    | 3:1 (26:24, 25:13, 20:25, 25:22)        | Faza interkontynentalna |        |
| 3  | Serbia i Czarnogóra | Vršac          | 21 lipca    | 1:3 (17:25, 25:22, 19:25, 30:32)        | Faza interkontynentalna |        |
| 4  | Serbia i Czarnogóra | Belgrad        | 22 lipca    | 2:3 (19:25, 25:22, 17:25, 25:16, 11:15) | Faza interkontynentalna |        |
| 5  | Serbia i Czarnogóra | Łódź           | 29 lipca    | 1:3 (17:25, 25:21, 24:26, 21:25)        | Faza interkontynentalna |        |
| 6  | Serbia i Czarnogóra | Łódź           | 30 lipca    | 3:1 (25:23, 21:25, 25:18, 25:19)        | Faza interkontynentalna |        |
| 7  | Japonia             | Funabashi      | 5 sierpnia  | 3:2 (25:19, 30:28, 21:25, 18:25, 22:20) | Faza interkontynentalna |        |
| 8  | Japonia             | Funabashi      | 6 sierpnia  | 3:0 (35:33, 25:21, 25:17)               | Faza interkontynentalna |        |
| 9  | Stany Zjednoczone   | Katowice       | 12 sierpnia | 3:2 (17:25, 21:25, 25:19, 25:23, 17:15) | Faza interkontynentalna |        |
| 10 | Stany Zjednoczone   | Katowice       | 13 sierpnia | 3:0 (25:22, 25:19, 25:23)               | Faza interkontynentalna |        |
| 11 | Japonia             | Poznań         | 19 sierpnia | 3:1 (24:26, 25:23, 25:23, 25:13)        | Faza interkontynentalna |        |
| 12 | Japonia             | Poznań         | 20 sierpnia | 3:2 (22:25, 25:18, 25:19; 23:25, 22:20) | Faza interkontynentalna |        |

### Liga Światowa 2007
| Nr | Przeciwnik        | Miejsce   | Data       | Wynik (Polska-przeciwnik)               | Impreza                 | Raport |
| -- | ----------------- | --------- | ---------- | --------------------------------------- | ----------------------- | ------ |
| 1  | Chiny             | Łódź      | 25 maja    | 3:0 (25:20, 25:16, 25:21)               | Faza interkontynentalna |        |
| 2  | Chiny             | Łódź      | 26 maja    | 3:2 (24:26, 25:20, 23:25, 25:16, 15:13) | Faza interkontynentalna |        |
| 3  | Argentyna         | Poznań    | 1 czerwca  | 3:1 (23:25, 27:25, 25:17, 25:23)        | Faza interkontynentalna |        |
| 4  | Argentyna         | Bydgoszcz | 3 czerwca  | 3:0 (25:16, 25:22, 25:18)               | Faza interkontynentalna |        |
| 5  | Chiny             | Chengdu   | 9 czerwca  | 3:1 (26:28, 25:14, 25:18, 25:17)        | Faza interkontynentalna |        |
| 6  | Chiny             | Chengdu   | 10 czerwca | 3:2 (20:25, 19:25, 25:20, 31:29, 16:14) | Faza interkontynentalna |        |
| 7  | Argentyna         | Catamarca | 16 czerwca | 3:1 (31:29, 25:12, 17:25, 25:18)        | Faza interkontynentalna |        |
| 8  | Argentyna         | Catamarca | 17 czerwca | 3:0 (25:21, 25:23, 25:17)               | Faza interkontynentalna |        |
| 9  | Bułgaria          | Warna     | 23 czerwca | 3:1 (21:25, 25:19, 25:23, 25:23)        | Faza interkontynentalna |        |
| 10 | Bułgaria          | Warna     | 24 czerwca | 3:1 (25:23, 25:22, 20:25, 25:20)        | Faza interkontynentalna |        |
| 11 | Bułgaria          | Katowice  | 29 czerwca | 3:1 (22:25, 25:23, 25:22, 25:16)        | Faza interkontynentalna |        |
| 12 | Bułgaria          | Katowice  | 30 czerwca | 3:1 (23:25, 25:20, 25:23, 25:23)        | Faza interkontynentalna |        |
| 13 | Francja           | Katowice  | 11 lipca   | 3:2 (38:36, 19:25, 21:25, 25:21, 15:11) | Faza finałowa           |        |
| 14 | Stany Zjednoczone | Katowice  | 13 lipca   | 3:0 (25:22, 36:34, 25:23)               | Faza finałowa           |        |
| 15 | Brazylia          | Katowice  | 14 lipca   | 1:3 (23:25, 25:23, 21:25, 23:25)        | Półfinał                |        |
| 16 | Stany Zjednoczone | Katowice  | 15 lipca   | 1:3 (19:25, 21:25, 25:22, 19:25)        | Mecz o 3. miejsce       |        |

### Liga Światowa 2008
| Nr | Przeciwnik        | Miejsce        | Data       | Wynik (Polska-przeciwnik)               | Impreza                 | Raport |
| -- | ----------------- | -------------- | ---------- | --------------------------------------- | ----------------------- | ------ |
| 1  | Egipt             | Aleksandria    | 13 czerwca | 2:3 (19:25, 25:14, 25:22, 22:25, 12:15) | Faza interkontynentalna |        |
| 2  | Egipt             | Aleksandria    | 14 czerwca | 3:1 (25:20, 13:25, 25:17, 25:21)        | Faza interkontynentalna |        |
| 3  | Chiny             | Hangzhou       | 21 czerwca | 1:3 (24:26, 21:25, 25:22, 18:25)        | Faza interkontynentalna |        |
| 4  | Chiny             | Hangzhou       | 22 czerwca | 3:2 (24:26, 25:15, 22:25, 25:19, 15:12) | Faza interkontynentalna |        |
| 5  | Japonia           | Tokio          | 28 czerwca | 3:0 (25:14, 25:12, 25:22)               | Faza interkontynentalna |        |
| 6  | Japonia           | Tokio          | 29 czerwca | 2:3 (31:29, 25:18, 19:25, 21:25, 11:15) | Faza interkontynentalna |        |
| 7  | Chiny             | Katowice       | 4 lipca    | 3:1 (25:20, 20:25, 25:23, 25:23)        | Faza interkontynentalna |        |
| 8  | Chiny             | Katowice       | 5 lipca    | 3:1 (25:22, 19:25, 25:21, 25:23)        | Faza interkontynentalna |        |
| 9  | Japonia           | Łódź           | 11 lipca   | 3:1 (21:25, 25:23, 25:18, 25:18)        | Faza interkontynentalna |        |
| 10 | Japonia           | Łódź           | 12 lipca   | 3:1 (25:14, 25:23, 19:25, 25:17)        | Faza interkontynentalna |        |
| 11 | Egipt             | Poznań         | 18 lipca   | 3:0 (25:21, 25:21, 25:16)               | Faza interkontynentalna |        |
| 12 | Egipt             | Bydgoszcz      | 20 lipca   | 3:1 (25:20, 25:23, 23:25, 25:23)        | Faza interkontynentalna |        |
| 13 | Stany Zjednoczone | Rio de Janeiro | 24 lipca   | 2:3 (18:25, 25:23, 25:27, 25:18, 14:16) | Faza finałowa           |        |
| 14 | Serbia            | Rio de Janeiro | 25 lipca   | 0:3 (16:25, 18:25, 21:25)               | Faza finałowa           |        |

### Liga Światowa 2009
| Nr | Przeciwnik | Miejsce   | Data       | Wynik (Polska-przeciwnik)               | Impreza                 | Raport |
| -- | ---------- | --------- | ---------- | --------------------------------------- | ----------------------- | ------ |
| 1  | Brazylia   | São Paulo | 13 czerwca | 1:3 (25:23, 18:25, 20:25, 19:25)        | Faza interkontynentalna |        |
| 2  | Brazylia   | São Paulo | 14 czerwca | 0:3 (20:25, 20:25, 15:25)               | Faza interkontynentalna |        |
| 3  | Wenezuela  | Caracas   | 20 czerwca | 3:2 (21:25, 25:19, 20:25, 27:25, 15:11) | Faza interkontynentalna |        |
| 4  | Wenezuela  | Caracas   | 21 czerwca | 3:0 (25:21, 25:11, 25:18)               | Faza interkontynentalna |        |
| 5  | Brazylia   | Łódź      | 26 czerwca | 0:3 (23:25, 22:25, 10:25)               | Faza interkontynentalna |        |
| 6  | Brazylia   | Łódź      | 27 czerwca | 0:3 (19:25, 21:25, 20:25)               | Faza interkontynentalna |        |
| 7  | Wenezuela  | Wrocław   | 3 lipca    | 3:0 (25:15, 25:22, 25:20)               | Faza interkontynentalna |        |
| 8  | Wenezuela  | Wrocław   | 4 lipca    | 3:1 (27:29, 25:14, 25:21, 25:22)        | Faza interkontynentalna |        |
| 9  | Finlandia  | Tampere   | 10 lipca   | 1:3 (21:25, 18:25, 25:22, 26:28)        | Faza interkontynentalna |        |
| 10 | Finlandia  | Tampere   | 11 lipca   | 0:3 (18:25, 22:25, 22:25)               | Faza interkontynentalna |        |
| 11 | Finlandia  | Bydgoszcz | 15 lipca   | 1:3 (16:25, 25:21, 20:25, 23:25)        | Faza interkontynentalna |        |
| 12 | Finlandia  | Bydgoszcz | 16 lipca   | 3:2 (29:27, 20:25, 25:16, 22:25, 15:9)  | Faza interkontynentalna |        |

### Liga Światowa 2010
| Nr | Przeciwnik | Miejsce   | Data       | Wynik (Polska-przeciwnik)               | Impreza                 | Raport |
| -- | ---------- | --------- | ---------- | --------------------------------------- | ----------------------- | ------ |
| 1  | Niemcy     | Stuttgart | 5 czerwca  | 1:3 (25:23, 18:25, 22:25, 24:26)        | Faza interkontynentalna |        |
| 2  | Niemcy     | Stuttgart | 6 czerwca  | 0:3 (26:28, 28:30, 18:25)               | Faza interkontynentalna |        |
| 3  | Argentyna  | San Juan  | 11 czerwca | 3:1 (25:20, 25:21, 20:25, 25:20)        | Faza interkontynentalna |        |
| 4  | Argentyna  | San Juan  | 12 czerwca | 3:2 (22:25, 25:22, 20:25, 25:23, 15:12) | Faza interkontynentalna |        |
| 5  | Kuba       | Hawana    | 18 czerwca | 2:3 (25:19, 16:25, 25:17, 23:25, 10:15) | Faza interkontynentalna |        |
| 6  | Kuba       | Hawana    | 19 czerwca | 3:0 (27:25, 25:23, 25:12)               | Faza interkontynentalna |        |
| 7  | Argentyna  | Wrocław   | 26 czerwca | 3:1 (25:19, 26:28, 27:25, 25:22)        | Faza interkontynentalna |        |
| 8  | Argentyna  | Wrocław   | 27 czerwca | 3:1 (22:25, 25:17, 25:20, 25:21)        | Faza interkontynentalna |        |
| 9  | Kuba       | Łódź      | 3 lipca    | 0:3 (21:25, 22:25, 24:26)               | Faza interkontynentalna |        |
| 10 | Kuba       | Łódź      | 4 lipca    | 1:3 (19:25, 22:25, 25:22, 16:25)        | Faza interkontynentalna |        |
| 11 | Niemcy     | Katowice  | 8 lipca    | 2:3 (21:25, 25:20, 22:25, 25:23, 11:15) | Faza interkontynentalna |        |
| 12 | Niemcy     | Katowice  | 9 lipca    | 3:1 (25:27, 26:24, 25:21, 25:18)        | Faza interkontynentalna |        |

### Liga Światowa 2011
| Nr | Przeciwnik        | Miejsce         | Data       | Wynik (Polska-przeciwnik)               | Impreza                 | Raport |
| -- | ----------------- | --------------- | ---------- | --------------------------------------- | ----------------------- | ------ |
| 1  | Stany Zjednoczone | Łódź            | 27 maja    | 3:0 (25:20, 25:22, 25:19)               | Faza interkontynentalna |        |
| 2  | Stany Zjednoczone | Łódź            | 28 maja    | 0:3 (22:25, 19:25, 35:37)               | Faza interkontynentalna |        |
| 3  | Brazylia          | Rio de Janeiro  | 4 czerwca  | 0:3 (23:25, 24:26, 20:25)               | Faza interkontynentalna |        |
| 4  | Brazylia          | Rio de Janeiro  | 5 czerwca  | 1:3 (26:28, 25:23, 24:26, 23:25)        | Faza interkontynentalna |        |
| 5  | Portoryko         | San Juan        | 10 czerwca | 3:0 (25:21, 25:23, 25:14)               | Faza interkontynentalna |        |
| 6  | Portoryko         | San Juan        | 11 czerwca | 3:0 (25:22, 25:15, 25:21)               | Faza interkontynentalna |        |
| 7  | Stany Zjednoczone | Hoffman Estates | 18 czerwca | 3:0 (25:22, 25:19, 25:20)               | Faza interkontynentalna |        |
| 8  | Stany Zjednoczone | Hoffman Estates | 19 czerwca | 1:3 (21:25, 25:15, 18:25, 22:25)        | Faza interkontynentalna |        |
| 9  | Portoryko         | Płock           | 24 czerwca | 3:1 (24:26, 28:26, 25:22, 25:17)        | Faza interkontynentalna |        |
| 10 | Portoryko         | Płock           | 25 czerwca | 3:0 (25:19, 25:22, 25:20)               | Faza interkontynentalna |        |
| 11 | Brazylia          | Katowice        | 29 czerwca | 1:3 (23:25, 25:18, 16:25, 24:26)        | Faza interkontynentalna |        |
| 12 | Brazylia          | Katowice        | 30 czerwca | 0:3 (17:25, 14:25, 21:25)               | Faza interkontynentalna |        |
| 13 | Bułgaria          | Gdańsk/Sopot    | 6 lipca    | 3:2 (25:20, 23:25, 14:25, 25:22, 15:13) | Turniej finałowy        |        |
| 14 | Włochy            | Gdańsk/Sopot    | 7 lipca    | 0:3 (15:25, 20:25, 20:25)               | Turniej finałowy        |        |
| 15 | Argentyna         | Gdańsk/Sopot    | 8 lipca    | 3:2 (18:25, 25:22, 25:20, 24:26, 15:13) | Turniej finałowy        |        |
| 16 | Rosja             | Gdańsk/Sopot    | 9 lipca    | 1:3 (22:25, 23:25, 25:22, 17:25)        | Półfinał                |        |
| 17 | Argentyna         | Gdańsk/Sopot    | 10 lipca   | 3:0 (25:18, 25:23, 25:22)               | Mecz o 3. miejsce       |        |

### Liga Światowa 2012
| Nr | Przeciwnik        | Miejsce               | Data       | Wynik (Polska-przeciwnik)               | Impreza                 | Raport |
| -- | ----------------- | --------------------- | ---------- | --------------------------------------- | ----------------------- | ------ |
| 1  | Brazylia          | Toronto               | 18 maja    | 3:2 (25:22, 27:25, 25:27, 22:25, 15:12) | Faza interkontynentalna |        |
| 2  | Finlandia         | Toronto               | 19 maja    | 2:3 (25:23, 23:25, 21:25, 25:22, 9:15)  | Faza interkontynentalna |        |
| 3  | Kanada            | Toronto               | 20 maja    | 3:1 (17:25, 25:19, 25:21, 25:19)        | Faza interkontynentalna |        |
| 4  | Kanada            | Katowice              | 1 czerwca  | 3:0 (28:26, 25:18, 25:20)               | Faza interkontynentalna |        |
| 5  | Finlandia         | Katowice              | 2 czerwca  | 3:0 (26:24, 25:18, 25:18)               | Faza interkontynentalna |        |
| 6  | Brazylia          | Katowice              | 3 czerwca  | 3:2 (26:24, 23:25, 25:23, 23:25, 15:10) | Faza interkontynentalna |        |
| 7  | Kanada            | São Bernardo do Campo | 8 czerwca  | 3:0 (25:20, 25:20, 25:18)               | Faza interkontynentalna |        |
| 8  | Finlandia         | São Bernardo do Campo | 9 czerwca  | 3:1 (23:25, 25:17, 25:19, 25:13)        | Faza interkontynentalna |        |
| 9  | Brazylia          | São Bernardo do Campo | 10 czerwca | 1:3 (24:26, 17:25, 25:23, 23:25)        | Faza interkontynentalna |        |
| 10 | Finlandia         | Tampere               | 15 czerwca | 3:0 (25:16, 26:24, 25:19)               | Faza interkontynentalna |        |
| 11 | Kanada            | Tampere               | 16 czerwca | 3:0 (26:24, 25:22, 25:23)               | Faza interkontynentalna |        |
| 12 | Brazylia          | Tampere               | 17 czerwca | 3:1 (25:22, 25:23, 21:25, 25:22)        | Faza interkontynentalna |        |
| 13 | Brazylia          | Sofia                 | 5 lipca    | 3:2 (23:25, 25:23, 23:25, 25:17, 15:10) | Faza finałowa           |        |
| 14 | Kuba              | Sofia                 | 6 lipca    | 3:0 (25:23, 25:20, 25:23)               | Faza finałowa           |        |
| 15 | Bułgaria          | Sofia                 | 7 lipca    | 3:0 (25:23, 25:20, 25:18)               | Półfinał                |        |
| 16 | Stany Zjednoczone | Sofia                 | 8 lipca    | 3:0 (25:17, 26:24, 25:20)               | Finał                   |        |

### Liga Światowa 2013
| Nr | Przeciwnik        | Miejsce   | Data       | Wynik (Polska-przeciwnik)               | Impreza                 | Raport |
| -- | ----------------- | --------- | ---------- | --------------------------------------- | ----------------------- | ------ |
| 1  | Brazylia          | Warszawa  | 7 czerwca  | 1:3 (22:25, 20:25, 25:22, 15:25)        | Faza interkontynentalna |        |
| 2  | Brazylia          | Łódź      | 9 czerwca  | 2:3 (26:28, 22:25, 25:23, 25:20, 10:15) | Faza interkontynentalna |        |
| 3  | Francja           | Rouen     | 21 czerwca | 2:3 (23:25, 25:21, 25:22, 21:25, 11:15) | Faza interkontynentalna |        |
| 4  | Francja           | Tuluza    | 23 czerwca | 2:3 (21:25, 25:23, 20:25, 25:21, 13:15) | Faza interkontynentalna |        |
| 5  | Argentyna         | Bydgoszcz | 28 czerwca | 3:2 (26:24, 19:25, 19:25, 25:17, 15:8)  | Faza interkontynentalna |        |
| 6  | Argentyna         | Gdańsk    | 30 czerwca | 3:1 (18:25, 25:21, 26:24, 25:17)        | Faza interkontynentalna |        |
| 7  | Stany Zjednoczone | Katowice  | 5 lipca    | 3:2 (25:22, 19:25, 13:25, 30:28, 18:16) | Faza interkontynentalna |        |
| 8  | Stany Zjednoczone | Wrocław   | 7 lipca    | 3:1 (25:23, 17:25, 25:21, 25:23)        | Faza interkontynentalna |        |
| 9  | Bułgaria          | Warna     | 13 lipca   | 0:3 (21:25, 21:25, 21:25)               | Faza interkontynentalna |        |
| 10 | Bułgaria          | Warna     | 14 lipca   | 2:3 (25:20, 25:23, 21:25, 21:25, 17:19) | Faza interkontynentalna |        |

### Liga Światowa 2014
| Nr | Przeciwnik | Miejsce      | Data       | Wynik (Polska-przeciwnik)               | Impreza      | Raport |
| -- | ---------- | ------------ | ---------- | --------------------------------------- | ------------ | ------ |
| 1  | Brazylia   | Maringá      | 29 maja    | 0:3 (23:25, 27:29, 19:25)               | Faza grupowa |        |
| 2  | Brazylia   | Maringá      | 30 maja    | 3:0 (26:24, 28:26, 25:21)               | Faza grupowa |        |
| 3  | Włochy     | Bari         | 6 czerwca  | 1:3 (22:25, 25:20, 23:25, 20:25)        | Faza grupowa |        |
| 4  | Włochy     | Rzym         | 8 czerwca  | 1:3 (21:25, 20:25, 25:15, 17:25)        | Faza grupowa |        |
| 5  | Włochy     | Katowice     | 13 czerwca | 3:2 (25:23, 24:26, 26:24, 25:27, 15:10) | Faza grupowa |        |
| 6  | Włochy     | Łódź         | 15 czerwca | 3:1 (25:22, 25:23, 23:25, 25:15)        | Faza grupowa |        |
| 7  | Brazylia   | Kraków       | 20 czerwca | 3:1 (25:20, 25:21, 28:30, 25:20)        | Faza grupowa |        |
| 8  | Brazylia   | Bydgoszcz    | 22 czerwca | 0:3 (21:25, 16:25, 17:25)               | Faza grupowa |        |
| 9  | Iran       | Teheran      | 27 czerwca | 1:3 (25:23, 16:25, 11:25, 19:25)        | Faza grupowa |        |
| 10 | Iran       | Teheran      | 29 czerwca | 0:3 (22:25, 20:25, 22:25)               | Faza grupowa |        |
| 11 | Iran       | Gdańsk/Sopot | 4 lipca    | 3:1 (17:25, 26:24, 25:23, 25:23)        | Faza grupowa |        |
| 12 | Iran       | Gdańsk/Sopot | 5 lipca    | 3:0 (25:23, 25:20, 25:17)               | Faza grupowa |        |

### Liga Światowa 2015
| Nr | Przeciwnik        | Miejsce         | Data       | Wynik (Polska-przeciwnik)               | Impreza                              | Raport |
| -- | ----------------- | --------------- | ---------- | --------------------------------------- | ------------------------------------ | ------ |
| 1  | Rosja             | Gdańsk/Sopot    | 28 maja    | 3:0 (25:16, 25:17, 25:20)               | Faza grupowa                         |        |
| 2  | Rosja             | Gdańsk/Sopot    | 29 maja    | 3:2 (25:19, 24:26, 20:25, 25:19, 18:16) | Faza grupowa                         |        |
| 3  | Iran              | Częstochowa     | 5 czerwca  | 3:1 (25:20, 25:22, 21:25, 27:25)        | Faza grupowa                         |        |
| 4  | Iran              | Częstochowa     | 6 czerwca  | 3:2 (22:25, 25:22, 25:16, 22:25, 15:6)  | Faza grupowa                         |        |
| 5  | Stany Zjednoczone | Hoffman Estates | 12 czerwca | 2:3 (25:23, 23:25, 25:19, 22:25, 9:15)  | Faza grupowa                         |        |
| 6  | Stany Zjednoczone | Hoffman Estates | 13 czerwca | 1:3 (25:23, 23:25, 15:25, 17:25)        | Faza grupowa                         |        |
| 7  | Rosja             | Kazań           | 19 czerwca | 3:1 (30:32, 25:14, 25:22, 25:18)        | Faza grupowa                         |        |
| 8  | Rosja             | Kazań           | 20 czerwca | 3:2 (19:25, 25:21, 26:24, 20:25, 16:14) | Faza grupowa                         |        |
| 9  | Iran              | Teheran         | 26 czerwca | 2:3 (21:25, 25:23, 25:21, 16:25, 11:15) | Faza grupowa                         |        |
| 10 | Iran              | Teheran         | 28 czerwca | 3:1 (23:25, 25:20, 25:20, 25:19)        | Faza grupowa                         |        |
| 11 | Stany Zjednoczone | Kraków          | 3 lipca    | 3:2 (19:25, 25:21, 21:25, 25:20, 15:12) | Faza grupowa                         |        |
| 12 | Stany Zjednoczone | Kraków          | 4 lipca    | 1:3 (20:25, 21:25, 25:22, 23:25)        | Faza grupowa                         |        |
| 13 | Włochy            | Rio de Janeiro  | 16 lipca   | 3:1 (25:15, 27:25, 20:25, 25:20)        | Turniej finałowy - faza grupowa      |        |
| 14 | Serbia            | Rio de Janeiro  | 17 lipca   | 2:3 (25:18, 22:25, 25:22, 22:25, 13:15) | Turniej finałowy - faza grupowa      |        |
| 15 | Francja           | Rio de Janeiro  | 18 lipca   | 2:3 (23:25, 23:25, 25:19, 25:22, 15:17) | Turniej finałowy - półfinał          |        |
| 16 | Stany Zjednoczone | Rio de Janeiro  | 19 lipca   | 0:3 (22:25, 23:25, 23:25)               | Turniej finałowy - mecz o 3. miejsce |        |

### Liga Światowa 2016
| Nr | Przeciwnik | Miejsce   | Data       | Wynik (Polska-przeciwnik)               | Impreza                         | Raport |
| -- | ---------- | --------- | ---------- | --------------------------------------- | ------------------------------- | ------ |
| 1  | Bułgaria   | Królewiec | 17 czerwca | 3:1 (19:25, 25:19, 25:17, 25:20)        | Faza grupowa                    |        |
| 2  | Rosja      | Królewiec | 18 czerwca | 0:3 (22:25, 19:25, 22:25)               | Faza grupowa                    |        |
| 3  | Serbia     | Królewiec | 19 czerwca | 0:3 (20:25, 20:25, 23:25)               | Faza grupowa                    |        |
| 4  | Argentyna  | Łódź      | 24 czerwca | 3:1 (26:24, 31:29, 36:38, 25:22)        | Faza grupowa                    |        |
| 5  | Rosja      | Łódź      | 25 czerwca | 1:3 (17:25, 20:25, 25:20, 15:25)        | Faza grupowa                    |        |
| 6  | Francja    | Łódź      | 26 czerwca | 0:3 (28:30, 20:25, 29:31)               | Faza grupowa                    |        |
| 7  | Brazylia   | Nancy     | 1 lipca    | 0:3 (28:30, 21:25, 16:25)               | Faza grupowa                    |        |
| 8  | Francja    | Nancy     | 2 lipca    | 1:3 (25:22, 28:30, 22:25, 19:25)        | Faza grupowa                    |        |
| 9  | Belgia     | Nancy     | 3 lipca    | 3:2 (19:25, 25:23, 25:22, 20:25, 15:13) | Faza grupowa                    |        |
| 10 | Francja    | Kraków    | 13 lipca   | 3:2 (21:25, 17:25, 25:17, 28:26, 15:12) | Turniej finałowy - faza grupowa |        |
| 11 | Serbia     | Kraków    | 14 lipca   | 1:3 (23:25, 20:25, 25:18, 18:25)        | Turniej finałowy - faza grupowa |        |

### Liga Światowa 2017
| Nr | Przeciwnik        | Miejsce  | Data       | Wynik (Polska-przeciwnik)               | Impreza      | Raport |
| -- | ----------------- | -------- | ---------- | --------------------------------------- | ------------ | ------ |
| 1  | Brazylia          | Pesaro   | 2 czerwca  | 3:2 (25:20, 20:25, 19:25, 25:22, 15:8)  | Faza grupowa |        |
| 2  | Włochy            | Pesaro   | 3 czerwca  | 3:1 (21:25, 25:17, 25:18, 25:23)        | Faza grupowa |        |
| 3  | Iran              | Pesaro   | 4 czerwca  | 1:3 (25:18, 23:25, 23:25, 22:25)        | Faza grupowa |        |
| 4  | Bułgaria          | Warna    | 9 czerwca  | 2:3 (16:25, 25:20, 25:19, 23:25, 14:16) | Faza grupowa |        |
| 5  | Brazylia          | Warna    | 10 czerwca | 1:3 (21:25, 20:25, 25:17, 19:25)        | Faza grupowa |        |
| 6  | Kanada            | Warna    | 11 czerwca | 3:1 (25:21, 27:25, 20:25, 25:19)        | Faza grupowa |        |
| 7  | Rosja             | Katowice | 15 czerwca | 0:3 (22:25, 17:25, 21:25)               | Faza grupowa |        |
| 8  | Iran              | Łódź     | 17 czerwca | 3:0 (25:17, 25:18, 25:22)               | Faza grupowa |        |
| 9  | Stany Zjednoczone | Łódź     | 18 czerwca | 1:3 (31:29, 17:25, 25:27, 20:25)        | Faza grupowa |        |

## Bilans spotkań według krajów
| Lp.   | Reprezentacja       | Liczba meczów | Wygrane | Wygrane | Wygrane | Przegrane | Przegrane | Przegrane | Bilans meczów wygrane:przegrane | Bilans setów wygrane:przegrane |
| Lp.   | Reprezentacja       | Liczba meczów | 3:0     | 3:1     | 3:2     | 2:3       | 1:3       | 0:3       | Bilans meczów wygrane:przegrane | Bilans setów wygrane:przegrane |
| ----- | ------------------- | ------------- | ------- | ------- | ------- | --------- | --------- | --------- | ------------------------------- | ------------------------------ |
| 1     | Argentyna           | 21            | 5       | 10      | 4       | 0         | 0         | 2         | 19:2                            | 57:24                          |
| 2     | Australia           | 4             | 2       | 2       | 0       | 0         | 0         | 0         | 4:0                             | 12:2                           |
| 3     | Belgia              | 1             | 0       | 0       | 1       | 0         | 0         | 0         | 1:0                             | 3:2                            |
| 3     | Brazylia            | 36            | 2       | 3       | 6       | 2         | 10        | 13        | 11:25                           | 47:90                          |
| 4     | Bułgaria            | 14            | 1       | 6       | 1       | 2         | 1         | 3         | 8:6                             | 29:26                          |
| 5     | Chiny               | 8             | 1       | 3       | 3       | 0         | 1         | 0         | 7:1                             | 22:12                          |
| 6     | Egipt               | 4             | 1       | 2       | 0       | 1         | 0         | 0         | 3:1                             | 11:5                           |
| 7     | Finlandia           | 8             | 2       | 1       | 1       | 1         | 2         | 1         | 4:4                             | 16:15                          |
| 8     | Francja             | 13            | 1       | 0       | 4       | 4         | 2         | 2         | 5:8                             | 25:32                          |
| 9     | Grecja              | 8             | 3       | 1       | 2       | 1         | 1         | 0         | 6:2                             | 21:11                          |
| 10    | Hiszpania           | 8             | 3       | 1       | 1       | 3         | 0         | 0         | 5:3                             | 21:12                          |
| 11    | Iran                | 10            | 2       | 3       | 1       | 1         | 2         | 1         | 6:4                             | 22:17                          |
| 12    | Japonia             | 12            | 4       | 4       | 3       | 1         | 0         | 0         | 11:1                            | 35:13                          |
| 13    | Jugosławia          | 6             | 0       | 0       | 2       | 0         | 1         | 3         | 2:4                             | 7:16                           |
| 14    | Kanada              | 5             | 3       | 2       | 0       | 0         | 0         | 0         | 5:0                             | 15:2                           |
| 15    | Kuba                | 7             | 2       | 0       | 1       | 2         | 1         | 1         | 3:4                             | 14:14                          |
| 16    | Niemcy              | 4             | 0       | 1       | 0       | 1         | 1         | 1         | 1:3                             | 6:10                           |
| 17    | Portoryko           | 4             | 3       | 1       | 0       | 0         | 0         | 0         | 4:0                             | 12:1                           |
| 18    | Portugalia          | 4             | 0       | 2       | 1       | 1         | 0         | 0         | 3:1                             | 11:7                           |
| 19    | Rosja               | 24            | 2       | 2       | 4       | 1         | 5         | 10        | 8:16                            | 31:58                          |
| 20    | Serbia              | 4             | 0       | 0       | 0       | 1         | 1         | 2         | 0:4                             | 3:12                           |
| 21    | Serbia i Czarnogóra | 9             | 0       | 3       | 0       | 4         | 2         | 0         | 3:6                             | 19:21                          |
| 22    | Stany Zjednoczone   | 24            | 5       | 3       | 3       | 3         | 8         | 2         | 11:13                           | 47:48                          |
| 23    | Wenezuela           | 12            | 5       | 2       | 3       | 0         | 1         | 1         | 10:2                            | 31:14                          |
| 24    | Włochy              | 12            | 0       | 3       | 2       | 1         | 4         | 2         | 5:7                             | 21:28                          |
| Razem | Razem               | 262           | 47      | 55      | 43      | 30        | 43        | 44        | 145:117                         | 538:492                        |

Aktualizacja: po LŚ 2017.

## Bilans spotkań według edycji
| Rok    | Edycja | Miejsce | Liczba meczów | Zwycięstwa | Porażki | Sety    | Trener               |
| ------ | ------ | ------- | ------------- | ---------- | ------- | ------- | -------------------- |
| 1998   | IX     | 10.     | 12            | 3          | 9       | 12:33   | Ireneusz Mazur       |
| 1999   | X      | 8.      | 12            | 5          | 7       | 21:25   | Ireneusz Mazur       |
| 2000   | XI     | 8.      | 12            | 5          | 7       | 21:24   | Ryszard Bosek        |
| 2001   | XII    | 7.      | 15            | 8          | 7       | 29:30   | Ryszard Bosek        |
| 2002   | XIII   | 5.      | 15            | 9          | 6       | 32:27   | Waldemar Wspaniały   |
| 2003   | XIV    | 9.      | 12            | 6          | 6       | 24:21   | Waldemar Wspaniały   |
| 2004   | XV     | 7.      | 12            | 6          | 6       | 22:18   | Stanisław Gościniak  |
| 2005   | XVI    | 4.      | 15            | 10         | 5       | 39:27   | Raúl Lozano          |
| 2006   | XVII   | 7.      | 12            | 9          | 3       | 31:19   | Raúl Lozano          |
| 2007   | XVIII  | 4.      | 16            | 14         | 2       | 42:19   | Raúl Lozano          |
| 2008   | XIX    | 5.      | 14            | 9          | 5       | 36:29   | Raúl Lozano          |
| 2009   | XX     | 9.      | 12            | 5          | 7       | 18:26   | Daniel Castellani    |
| 2010   | XXI    | 10.     | 12            | 6          | 6       | 24:24   | Daniel Castellani    |
| 2011   | XXII   | 3.      | 17            | 9          | 8       | 31:29   | Andrea Anastasi      |
| 2012   | XXIII  | 1.      | 16            | 14         | 2       | 45:15   | Andrea Anastasi      |
| 2013   | XXIV   | 11.     | 10            | 4          | 6       | 21:24   | Andrea Anastasi      |
| 2014   | XXV    | 8.      | 12            | 6          | 6       | 21:23   | Stéphane Antiga      |
| 2015   | XXVI   | 4.      | 16            | 9          | 7       | 37:33   | Stéphane Antiga      |
| 2016   | XXVII  | 5.      | 11            | 4          | 7       | 15:27   | Stéphane Antiga      |
| 2017   | XXVIII | 8.      | 9             | 4          | 5       | 17:19   | Ferdinando De Giorgi |
| Razem: | Razem: | Razem:  | 262           | 143        | 119     | 530:496 |                      |